# 전국무쌍
전국무쌍(戦国無双)은 오메가 포스가 개발하고 코에이 테크모 게임스에서 발매한 비디오 게임 시리즈이다. 또한 전국무쌍 시리즈 누계 출하 수는 2024년 기준으로 100만장을 넘었다.
회사가 먼저 발매한 시리즈 《진·삼국무쌍 시리즈》의 게임 시스템을 이용하여 일본의 전국 시대를 무대로 한 액션 게임이다. 《진·삼국무쌍 시리즈》 등과 함께 무쌍 시리즈라고 불리기도 한다.

## 시리즈 목록
- 전국무쌍 (비디오 게임)
- 전국무쌍 2
- 전국무쌍 3
- 전국무쌍 4